# Solitude Standing
Solitude Standing è il secondo album in studio della cantautrice statunitense Suzanne Vega, pubblicato nel 1987 dalla A&M Records.

## Il disco
Solitude Standing è l'album più conosciuto ed apprezzato dalla critica dell'artista, per larga parte grazie ai singoli Luka e Tom's Diner. Le canzoni appena sussurrate dalla cantante alternano atmosfere dark a dolci ballate. I testi ricorrono a riferimenti elaborati, alcuni alla mitologia, altri a spaccati di vita.
Tom's Diner si divide in due parti. La prima, che apre l'album, è una traccia a cappella, mentre la seconda, che chiude, è completamente strumentale. La canzone dipinge una situazione venutasi a creare all'interno del "locale di Tom" e delle varie sensazioni ed esperienze vissute in prima persona dalla protagonista del pezzo, come ad esempio il seguire con lo sguardo le persone che camminano per strada.
Luka è un singolo, trasformato poi in una hit internazionale, piuttosto atipico per via del suo testo. Le parole della canzone sono pronunciate da un bambino che subisce degli abusi da parte dei familiari e non fa altro che domandarsi il perché, mentre chiede ai vicini di non impicciarsi e di lasciarlo solo. Tematiche piuttosto forti che la cantante sentiva di dover esprimere e porre in evidenza. La canzone successivamente lo stesso anno ha raggiunto la top ten in diversi paesi e a tutt'oggi è quella più nota dell'artista.

## Tracce
1. Tom's Diner – 2:09
2. Luka – 3:52
3. Ironbound/Fancy Poultry – 6:19
4. In the Eye – 4:16
5. Night Vision – 2:47
6. Solitude Standing – 4:49
7. Calypso – 4:14
8. Language – 3:57
9. Gypsy – 4:04
10. Wooden Horse (Caspar Hauser's Song) – 5:13
11. Tom's Diner (Reprise) – 2:40

## Versioni e cover
Nel 2013 la band italiana The Alpha States ha pubblicato su etichetta RadioSpia Records un singolo contenente tre tracce, tra cui una cover del brano Solitude Standing e una versione trip remix dello stesso.